# Buji
Buji (chinesisch 布吉街道, Pinyin Bùjí  Jiēdào) ist ein Straßenviertel des Stadtbezirks Longgang in der bezirksfreien Stadt Shenzhen der chinesischen Provinz Guangdong. Buji hat eine Fläche von 30,89 km² und 2010 eine Wohnbevölkerung von 753.700 Einwohnern (mit Hauptwohnsitz gemeldete Bevölkerung nur 71.300, ganz überwiegend Hakka). Mit einer Bevölkerungsdichte von knapp 24.400 Einwohnern/km² gehört Buji zu den am dichtesten besiedelten Vierteln im Zentrum der Stadt Shenzhen.

## Administrative Gliederung
Buji setzt sich aus 24 Einwohnergemeinschaften zusammen. Diese sind:
| Einwohnergemeinschaft Bujixu (布吉墟社区), Regierungssitz des Straßenviertels; Einwohnergemeinschaft Buji (布吉社区); Einwohnergemeinschaft Changlong (长龙社区); Einwohnergemeinschaft Cuihu (翠湖社区); Einwohnergemeinschaft Dafen (大芬社区); Einwohnergemeinschaft Dexing (德兴社区); Einwohnergemeinschaft Dongfang Bandao (东方半岛社区); Einwohnergemeinschaft Fenghuang (凤凰社区); Einwohnergemeinschaft Gankeng (甘坑社区); Einwohnergemeinschaft Guanghua (光华社区); Einwohnergemeinschaft Guozhan (国展社区); Einwohnergemeinschaft Jinpai (金排社区); | Einwohnergemeinschaft Keyuan (可园社区); Einwohnergemeinschaft Lihu (丽湖社区); Einwohnergemeinschaft Longling (龙岭社区); Einwohnergemeinschaft Longzhu (龙珠社区); Einwohnergemeinschaft Luogang (罗岗社区); Einwohnergemeinschaft Maoye (茂业社区); Einwohnergemeinschaft Mumianwan (木棉湾社区); Einwohnergemeinschaft Nansan (南三社区); Einwohnergemeinschaft Sanlian (三联社区); Einwohnergemeinschaft Shuijing (水径社区); Einwohnergemeinschaft Wenjing (文景社区); Einwohnergemeinschaft Zhonghai Yicui (中海怡翠社区). |

## Öffentlicher Nahverkehr
Der Stadtbezirk Buji wird von den Linien 3 und 5 der Shenzhen Metro bedient.
- Buji Station (3 und 5)
- Mumianwan Station (3)
- Dafen Station (3)
- Danzhutou Station (3)